# Elisabetta Viarengo Miniotti
Elisabetta Viarengo Miniotti (Torino, 13 giugno 1937 – Torino, 11 giugno 2020) è stata un'incisore e pittrice italiana.

## Biografia
Elisabetta Viarengo Miniotti è nata il 13 giugno 1937 e ha intrapreso il suo percorso artistico come allieva di Filippo Scroppo e Giacomo Soffiantino presso l'Accademia Albertina. Ha perfezionato la sua formazione partecipando al Corso Internazionale di Incisione Sperimentale a Venezia, guidato da Riccardo Licata.
La sua carriera artistica ha avuto inizio con un riconoscimento nel 1960, quando una sua opera è stata selezionata ed esposta all'EUR a Roma in occasione delle XVII Olimpiadi. La sua produzione artistica si basa alla rappresentazione della natura e delle "piccole cose".
Elisabetta Viarengo Miniotti è stata attiva in diverse associazioni artistiche, tra cui l'Associazione Nazionale Incisori Contemporanei, Il Quadrato 2, APA, Arte Totale, e l'Associazione Incisori Veneti. Ha fondato l'Associazione "Senso del Segno".
Molto attiva nel campo calcografico con sperimentazioni di nuove tecniche.

## Mostre e Riconoscimenti
È stata presente in mostre in città italiane e internazionali, tra cui Barcellona, Torino, Stresa, Venezia, Asti, Roma, Neulingen (D),  Monshein(D). 

### Elenco di alcune antologiche e personali
- 1979 Barcellona: "Artistas Italianos" Galleria La Caixa
- 1984 Venezia: "I segni della memoria" Segno grafico[8]
- 1995 Torino: "Il nuotatore l'acqua e la luce" Galleria ArteClub[9]
- 1998 Carmagnola: "il foglio e la pagina" Palazzo Lomellini
- 2000 Roma: "Acqua che scorre" Galleria Quadrato di Omega[10]
- 2004 Susa: "Dipingo quel che conosco dipingo per conoscere" Castello della Contessa Adelaide di Susa[11]
- 2006 Torino: "Stagioni" Galleria Micrò
- 2018 Chivasso: "Anima Mundi" Palazzo Luigi Einaudi[12]

### Mostre Personali postume
- 2023 Asti: Elisabetta Viarengo Miniotti – Dipinti e Disegni[13] Museo Fondazione Eugenio Guglielminetti, Palazzo Alfieri
- 2023 Perugia: "Incanti di realtà vissuta" Galleria Diego Donati, Convento di Monteripido[14]
- 2024 Costigliole d'Asti: "Sensibilità e Rigore" Galleria SpazioArte LaRocca. Casa Prunotto

## Opere e Collezioni
Le opere di Elisabetta Viarengo Miniotti si trovano in raccolte pubbliche e private che includono il "Gabinetto delle Stampe Antiche e Moderne" a Bagnacavallo, “MAU - Museo d’Arte Urbana” a Torino,  il "Museum of Fine Art" a Volgograd, la "Raccolta Civica Bertarelli" a Milano, “China Printmaking Museum” a Guanlan (Cina),  “Muzeum Zancowe” a Malbork, “Museo della Sindone” a Torino, “Fondazione Benetton Ricerche” a Treviso, "Museo all'aria aperta" a Oulx e Asti “Museo Guglielminetti”.

## Manifestazioni e premi
Elisabetta Viarengo Miniotti ha partecipato a manifestazioni nazionali e internazionali su invito:
- IV Biennale di Incisione Italiana Cittadella (1983)
- “Rassegna di Grafica” Sao Paolo (1984)
- “Premio Internazionale Biella” Biella (1987)
- “Pittori dall’Italia” Volgograd (1989)
- En Homages ad Hugon de Montbassier” Strasburgo (1998)[24]
- ” Petites Gravures sur le thème des cartes a jouer” Issy les Moulineux (2001)
- “I° Biennale Exlibris” Malbork (2002)
- ” Incisione al Femminile” Napoli (2009)
- “Boccaccio Inciso” Budapest (2013)
- Biennale di incisione “Premio Maestri” Ravenna (2015)
- “Baionette e Punte Secche Gorizia (2016)
- ” Intagli e Morsure” Bologna (2016)
- “Natura in Foglio“Fondazione Benetton Treviso (2016)
- “Triennale Europèenne de l’Estampe Contemporaine” Tolosane, (2016)
- “International Triennal of Graphic Art Bitola” Bitola (2018)
- Nel 2019 “Resonance Between Civilizations – Contemporary Italian Prints Exhibition in China" Print Making Museum Guanlan, Cina

Partecipazioni e i riconoscimenti conseguiti alle principali manifestazioni biennali, triennali e premi artistici in Italia:
- 5ª Edizione (2008) – Biennale dell’Incisione Italiana Contemporanea – Campobasso
- 4ª Edizione (2009) – Biennale Nazionale d’Incisione “Giuseppe Polanschi” – Cavaion Veronese
- Nel 2015 le viene assegnata la “Pergamena d'Autore” (o semplicemente Premio Soroptimist.) del Palio di Asti.
- 1ª edizione Premio di Incisione "Giuseppe Maestri" nel 2015 a Bagnacavallo.[25]
- 5ª edizione Biennale di Grafica Contemporanea nel 2018 a Perugia - sezione Maestri[26]